# Attagenus fairmairei
Attagenus fairmairei es una especie de coleóptero de la familia Dermestidae.

## Distribución geográfica
Habita en Madagascar.